# Rozsban a fogó
A Rozsban a fogó vagy Zabhegyező (eredeti angol címe: The Catcher in the Rye) J. D. Salinger korszakos regénye, melyet először 1945–1946 között publikáltak a The New Yorker hasábjain folytatásokban, majd 1951-ben jelent meg önálló könyvként. Számos nyelvre lefordították, és több mint 65 millió példányban kelt el világszerte; mindmáig nem készült belőle filmváltozat. A könyv tekinthető ifjúsági regénynek, annak ellenére, hogy a szerző felnőtteknek szánta egyfajta társadalomkritikaként. Főszereplője, Holden Caulfield a kamaszkori lázadás jelképévé vált. A regény az ártatlanság, az identitás, az összetartozás, a veszteség, az emberi kapcsolatok, a szexualitás és a depresszió összetett kérdéseivel is foglalkozik. Szabadszájú nyelvezete miatt több amerikai államban és több országban betiltották.
A magyar nyelven először 1964-ben jelent meg Gyepes Judit tolmácsolásában az Európa Könyvkiadónál Zabhegyező címen s vált Magyarországon is kultikussá a mű. 2015-ben Barna Imre Rozsban a fogó címmel – vitát kavarva – új fordítást publikált, hogy a szöveget közelebb hozza az angol eredetihez.

## Történet
Az egyes szám első személyben írt történet egy Holden Caulfield nevű tinédzser fiúról szól, aki szinte reménytelenül keresi az emberi harmóniát az értelmetlen világban. Magányos, szelíd lázadó, éppúgy, mint sok korabeli beatnik. Holden útja közben számtalan kalandba keveredik. Lázadása és nonkonformizmusa azonban eredménytelen, végül egy elmegyógyintézetben köt ki.

## Magyarul
- Zabhegyező; ford. Gyepes Judit; Európa, Bp., 1964
- Zabhegyező; ford. Gyepes Judit; 2. átdolg. kiad.; Európa, Bp., 1965
- Rozsban a fogó; ford. Barna Imre; Európa, Bp., 2015[3]